# 議事運営手続きの原則
議事運営手続き（ぎじうんえいてつづき、parliamentary procedure）は団体や立法府などで行われる会議における規則、倫理、慣習のことであり、いくつかの原則（げんそく）がある。例としては多数決の原則、一時一件の原則などがある。

## 議事規則の目的
議事規則の目的は、集会に参加する成員の権利を考慮に入れつつ、議事をできるだけ効率よく進めることである。

## 原則

### 多数決の原則
意思決定は原則として多数決で行われる。

### 少数者の権利
少数者にはいくつか権利があり、3分の2以上などの圧倒的多数でなければ覆されない。このような権利の例としては動議する権利と、弁論で発言する権利が挙げられる。

### 個人の権利
各成員には会議に出席する権利、弁論で発言する権利、投票する権利がある。特定の成員がこれらの権利を失うことは懲戒の手続きを経由しなければならない。一方、成員でない人物にはこれらの権利がなく、集会は議事進行において成員でない人物のうち特定の人物、あるいは全員排除することができる。
各成員には意思決定をしようとしている事柄について知る権利がある。集会は公平、善意を原則として行動し、各成員は平等に扱われるものである。また、各成員は高潔であることが期待される。

### 不在者の権利
一部の行動は不在者の権利を守るために事前通告を必要とする。例えば、会議の開催には事前通告が必要である。また、会議には定足数、すなわち最小限度の出席者数が定められる必要がある。

### 一時一件の原則
一度に討議する動議は1つだけである。『ロバート議事規則』（RONR）はこの原則を「議会法の基礎原則」（fundamental principle of parliamentary law）としている。

### 一人一票の原則
各成員はそれぞれ1票を有し、1票の重みは成員にかかわらず同じである。『ロバート議事規則』（RONR）はこの原則を「議会法の基礎原則」（fundamental principle of parliamentary law）としている。累積投票などこの原則の例外は団体の規則で明示的に記されなければならない。

### 出席者のみ投票できる
会議の出席者による決定は団体の名前において行われる公式の行動である。『ロバート議事規則』（RONR）はこの原則を「議会法の基礎原則」（fundamental principle of parliamentary law）としている。不在者投票を許可するといった例外は団体の規則で明示的に記されなければならない。また、成員でない人物は投票できない。

### 決定事項の変更
『ロバート議事規則』（RONR）において、以前に決定された事項を変更するための要件は以前の決定の要件より厳しくなっている。以前に決定された事項を廃止または変更するときは場合によって3分の2の多数、事前通告の上での多数、あるいは（出席者の過半数でなく）全成員の過半数を要する。
『議事規則標準規格』（TSC）において、以前に決定された事項を変更するための要件は以前の決定の要件と同じとなっている。

### 自身の規則を守る
会議体には、会議体として決定した行動をとる権力が必要である。会議決定が有効性を持つには、決定あるいはそれに従うための行動が法律に違反しない必要がある。また、以前の決定事項が廃止または変更されていない場合、会議体がとる行動は以前の決定事項と矛盾してはならない。会議体は規則を変更することができるが、規則変更についての規則を守って変更を行う必要がある。